# سازمان میانکاله
سازمان میانکاله (مزرعه منتظری)، روستایی است از توابع بخش مرکزی شهرستان رامیان در استان گلستان ایران.

## جمعیت
این روستا در دهستان دلند قرار دارد و براساس سرشماری مرکز آمار ایران در سال ۱۳۸۵، جمعیت آن ۸۹۹ نفر (۲۰۶خانوار) بوده‌است.